# Malching
Malching – miejscowość i gmina w Niemczech, w kraju związkowym Bawaria, w rejencji Dolna Bawaria, w regionie Donau-Wald, w powiecie Pasawa, wchodzi w skład wspólnoty administracyjnej Rotthalmünster. Leży około 35 km na południowy zachód od Pasawy, nad Innem, przy granicy austriackiej i drodze B12.

## Demografia
| Rok  | Liczba mieszk. |
| ---- | -------------- |
| 1970 | 1 252          |
| 1987 | 1 154          |
| 2000 | 1 252          |

## Oświata
(na 1999)

W gminie znajduje się przedszkole (50 miejsc i 25 dzieci).